# Ylinen Lompolojärvi
Ylinen Lompolojärvi är en sjö i kommunen Pello i landskapet Lappland i Finland. Den är 4 meter djup. Arean är 39 hektar och strandlinjen är 3,24 kilometer lång. Sjön  ingår i Torne älvs huvudavrinningsområde.   Den ligger omkring 69 kilometer väster om Rovaniemi och omkring 730 kilometer norr om Helsingfors.